# $h*! My Dad Says
$#*! My Dad Says è una sitcom statunitense, basata su dei feed inviati su Twitter creati da Justin Halpern. È stata cancellata dopo 18 episodi trasmessi.
In Italia è stata trasmessa dal 29 maggio 2011 sul canale pay Steel ed in chiaro su Italia 1 dal 21 luglio 2012.

## Trama
La serie ruota attorno alle vicende quotidiane di Ed (al secolo Edison Milford "Ed" Goodson III), padre scontroso e prepotente di 72 anni, che ha divorziato tre volte, e sul suo rapporto con i due figli: Henry e Vince, che sono abituati alle offese del padre. Henry è uno scrittore e blogger che non riesce più a pagare l'affitto dopo aver perso il vecchio lavoro e si vede costretto a tornare a vivere con suo padre, che crea nuovi problemi nel loro già difficile rapporto. Le settimane passano ed Henry non riesce a trovare un lavoro come scrittore, finché durante un colloquio di lavoro Ed interrompe con una telefonata che accende l'interesse del direttore. Il giovane viene assunto, ma è costretto a continuare a vivere con Ed, per poter continuare a scrivere citazioni di suo padre.

## Episodi
| Stagione       | Episodi | Prima TV originale | Prima TV Italia |
| -------------- | ------- | ------------------ | --------------- |
| Prima stagione | 18      | 2010-2011          | 2011            |

## Critica
La critica per l'episodio pilota della serie fu molto scarsa: Metacritic gli assegnò un punteggio di 28/100.

## Premi
Lo show ha vinto il premio "Favorite New TV Comedy" al 37th People's Choice Awards il 5 gennaio 2011.